# وست جردن (یوتا)
وست جردن (به انگلیسی: West Jordan) شهری در ایالت یوتا کشور ایالات متحده آمریکا است که جمعیت آن در سرشماری سال ۲۰۱۰ میلادی، ۱۰۳٬۷۱۲ نفر بوده‌است.